# Le Chant des Girondins
Le Chant des Girondins war von 1848 bis 1851 die Nationalhymne der Französischen Republik. 
Der Text ist einem Lied aus dem Drama „Le Chevalier du Maison-Rouge“ von Alexandre Dumas und Auguste Maquet entnommen, der Refrain hingegen stammt von Claude-Joseph Rouget de Lisle, dem Autor der Marseillaise.

## Französischer Text
| Par la voix du canon d’alarmes La France appelle ses enfants, – Allons dit le soldat, aux armes ! C’est ma mère, je la défends.     | Mit dem Schall der Alarmkanonen Ruft Frankreich seine Kinder. – Auf, spricht der Soldat, zu den Waffen! Sie ist meine Mutter, ich verteidige sie.         |
| Mourir pour la Patrie C’est le sort le plus beau, le plus digne d’envie                                                             | Für das Vaterland zu sterben Das ist das allerschönste Schicksal und das beneidenswerteste Das ist das allerschönste Schicksal und das beneidenswerteste. |
| Au seul bruit de sa délivrance Les nations brisent leurs fers Et le sang des fils de France Sert de rançon à l’univers.             | Allein schon zum Laut ihrer Befreiung Zerschmettern die Völker ihre Fesseln Und das Blut der Söhne Frankreichs Ist das Lösegeld an die Welt.              |
| Mourir pour la Patrie C’est le sort le plus beau, le plus digne d’envie                                                             | Für das Vaterland zu sterben Das ist das allerschönste Schicksal und das beneidenswerteste Das ist das allerschönste Schicksal und das beneidenswerteste. |
| C’est à nous, mère, épouse, amante, De donner comme il plaît à Dieu La couronne au vainqueur qui chante Au martyr le baiser d’adieu | An uns liegt es, Mutter, Frau oder Geliebte, Zu geben, wie es Gott gefällt, Die Krone dem singenden Sieger, Dem Märtyrer aber den Abschiedskuß.           |
| Mourir pour la Patrie C’est le sort le plus beau, le plus digne d’envie                                                             | Für das Vaterland zu sterben Das ist das allerschönste Schicksal und das beneidenswerteste Das ist das allerschönste Schicksal und das beneidenswerteste. |